# عملية لسان التمساح الثانية
عملية لسان التمساح الثانية هي عملية الإغارة الثانية على النقطة الإسرائيلية الحصينة (حصن هالشون: מוצב הלשון) بموقع المعدية 6، لسان التمساح، في يوم 7 يوليو 1969 ونفذتها عناصر صاعقة من المجموعة 39 قتال. فشلت هذه العملية وانتهت بخسارة كبيرة في أفراد الصاعقة المصرية نتيجة الاستعداد الإسرائيلي المسبق.

## سير العملية
بعد ثلاث أشهر من الإغارة الأولى على موقع المعدية 6، خطط عناصر المجموعة 39 قتال لشن غارة ثانية على نفس الموقع بقوة تقدر بنحو 52 عنصر بقيادة إبراهيم الرفاعي، تحركت القوة ليلة 7 يوليو 1969 باستخدام القوارب المطاطية عبرت بها بحيرة التمساح نحو الضفة الشرقية لموقع المعدية 6 بعد تمهيد نيراني مدفعي على الموقع في الساعة الحادية عشر مساءً، فور وصول أفراد الاعقة المصرية كانت القوات الإسرائيلية بانتظارهم فيما يُعتقد أنها كانت على علم مسبق بالعملية وسط تكهنات بإبلاغ الجاسوس فاروق الفقي، الذي كان يعمل وقتها مديراً لمكتب قائد سلاح الصاعقة العميد نبيل شكري، الجانب الإسرائيلي بتفاصيل الغارة المصرية.
فتحت القوات الإسرائيلية النار على أفراد الصاعقة التي حددت أماكنهم في الظلام باستخدام القنابل الفسفورية مما نتج عنه مقتل 9 أفراد وجرح 23 آخرين، بينما أجبر الباقين على الانسحاب بعدما فقدوا أكثر من نصف قوتهم ما بين قتيل وجريح وفي اليوم التالي حضرت وسائل إعلام إسرائيلية وعالمية كنوع من الدعاية الإسرائيلية، لتصوير جثث أفراد الصاعقة المصرية. وفي يوم 11 يوليو استلمت السلطات المصرية عند موقع القنطرة جثث الجنود المصريين الذين سقطوا خلال العملية عبر الصليب الأحمر الدولي، يفند ذلك الأمر الادعاءات التي تقول أن أفراد الصاعقة المنسحبين حملوا جثث زملائهم ولم يتركوها.

## أفراد الصاعقة الذين سقطوا خلال العملية
1- عريف بحري/ محمد عبد الحليم الشامى
2- عريف بحري/ موسي عبد العاطي
3- عريف/ طه السباعي حداد
4- عريف/ محمد عبد المنعم التوني
5- عريف/ الباز سالم سليم
6- عريف/ ثاقب محمد جاد
7- جندي/ محمدعبد المنعم الحاطى
8- جندي/ محمد عوضي السعيد
9- جندي/ محمد الزناتي مهران